# Мандельштам, Вениамин Осипович
Вениамин Осипович Мандельштам (Беньями́н Ио́селевич; 1805, Жагоры, Шавельский уезд, Виленская губерния — 1886, Симферополь) — писатель и сторонник религиозной реформы евреев.

## Биография
В молодые годы разъезжал по торговым делам по разным городам России. Был приписан к купеческому сословию. В 1840-х годах жил в Вильне, где играл видную роль в местных прогрессивных кругах. Перед приездом в Вильну Макса Лилиенталя отправил ему докладную записку с указанием на главные причины печального положения еврейства: 1) незнание государственного языка, 2) отличие в одежде от других народов, 3) пренебрежение науками, 4) презрительное отношение к ремеслам, 5) отсутствие промышленных предприятий у евреев, 6) отсутствие земледелия. С аналогичной запиской М. обратился и к Монтефиоре при посещении последним Вильны. М. просил Монтефиоре ходатайствовать перед правительством о разных облегчениях в области законоположений o русских евреях и о запрещении вступать в брак необеспеченным евреям. 14 сентября 1841 года в Вильне вторым браком женился на Двойре Беньяминовне Мандельштам (1807—?) и позднее поселился с семьёй в Василькове Киевской губернии.
В 1876 г. П. Смоленскин издал книгу M. "Chazon la-Moed". Написанная в форме писем и мемуаров, прекрасным колоритным языком, эта книга М. выпукло и ярко рисует эпоху 30—50 годов с её надеждами и увлечениями. Первая часть, в которой описана поездка М. из Жагор в Москву в 30-х годах, носит на себе следы восторженного сентиментализма, столь характерного для евр. писателей того времени. Вторая, наиболее значительная и ценная часть книги, посвященная деятельности Лилиенталя, является первой попыткой дать исторический очерк этой эпохи со всеми её интересными деталями. Третья часть посвящена описанию Крыма, где М. провел последние 20 лет своей жизни; в заключении дана подробная программа преобразования быта русского еврейства, в которой М. выступает сторонником решительных мер, полагая, что только "властной рукой" можно повести "глухих и слепых по пути жизни". Для поднятия культурного уровня евреев он предлагает различные радикальные меры, как то: запрещение на известный срок печатания Талмуда и т. п.
Кроме ряда статей в еврейских периодических изданиях, М. опубликовал также: "Pariz" (описание Парижа, который М. посетил в 1875 г., причем дается оценка правового положения евреев во Франции, 1878); "Mischle Benjamin" (собрание притчей и афоризмов, Ha-Asif, I, II, также отдельно).

## Семья
- Брат — литератор и общественный деятель Леон Иосифович Мандельштам.
- Племянники — историк литературы Иосиф Емельянович Мандельштам и офтальмолог Макс Емельянович (Эммануил Хаскелевич) Мандельштам (1839—1912), заведующий кафедрой глазных болезней Императорского университета св. Владимира в Киеве, учёный-медик, сионист (его внучка — биохимик, доктор биологических наук, профессор Е. Л. Розенфельд, 1907—1994). Внучатые племянники — биолог Александр Гаврилович Гурвич и нефтехимик Лев Гаврилович Гурвич (1871—1926). Внучатые племянницы — поэтесса Рахель (Рахиль Исаевна Блювштейн); музыкальный педагог и пианистка Вера Исаевна Диллон (жена дирижёра У. М. Гольдштейна).